# Back of My Mind (álbum de H.E.R.)
Back of My Mind é o álbum de estreia da cantora e compositora americana H.E.R. Foi lançado em 18 de Junho de 2021 pela RCA Records.

## Desempenho Comercial
"Back of My Mind" estreou em sexto lugar na parada da Billboard 200 com 36.000 unidades equivalentes ao álbum, marcando o melhor desempenho semanal de H.E.R. 29.500 das unidades de álbuns equivalentes originaram-se de 43,56 milhões de streams sob demanda do álbum, enquanto 5.500 foram vendas puras e 1.000 foram de unidades de faixas equivalentes.
O álbum também estreou em primeiro lugar na parada de álbuns R&B álbuns da Billboard e em quarto lugar na parada R&B/Hip-Hop Albums da Billboard.

## Alinhamento de Faixas
| Edição padrão  |                                                                 | |                                     |         |  |
| N.º            | Título                                                          | Compositor(es) | Produtor(es)                        | Duração |  |
| 1.             | "We Made It"                                                    | Gabriella Wilson Tiara Thomas Elijah Dias Darhyl "DJ" Camper Ronald Colson David Foster Carole Bayer Sager                                | DJ Camper Flippa                    | 5:14    |  |
| 2.             | "Back of My Mind" (participação de Ty Dolla Sign)               | Wilson Tyrone Griffin Camper Colson | DJ Camper Flippa                    | 3:41    |  |
| 3.             | "Trauma" (participação de Cordae)                               | Wilson Cordae Dunston Chauncey Hollis | Hit-Boy                             | 4:31    |  |
| 4.             | "Damage"                                                        | Wilson Thomas Anthony Clemons Carl McCormick Jeff Gitelman James Harris III Terry Lewis                                                   | Cardiak Jeff "Gitty" Gitelman       | 3:47    |  |
| 5.             | "Find a Way" (participação de Lil Baby)                         | Wilson Thomas Dominique Jones Seandrea Sledge Chidi Osondu                                                                                | Chi Chi                             | 3:17    |  |
| 6.             | "Bloody Waters" (participação de Thundercat)                    | Wilson Stephen Bruner Latisha Hyman Louis Celestin Gitelman                                                                               | Kaytranada Thundercat Gitelman      | 4:20    |  |
| 7.             | "Closer to Me"                                                  | Wilson McCormick Brittany Coney Denisia Andrews Goapele Mohlabane Anthony Anderson Michael Aaberg                                         | Cardiak Nova Wav                    | 4:06    |  |
| 8.             | "Come Through" (participação de Chris Brown)                    | Wilson Christopher Brown Thomas McCormick Michael Williams II Kelvin Wooten                                                               | Cardiak Mike Will Made-It Wu10      | 3:34    |  |
| 9.             | "My Own"                                                        | Wilson Thomas Daniel Traynor Michael Orabiyi                                                                                              | Grades Scribz Riley                 | 3:39    |  |
| 10.            | "Lucky"                                                         | Wilson Stacy Barthe Camper | DJ Camper                           | 3:03    |  |
| 11.            | "Cheat Code"                                                    | Wilson Julia Carin Cavazos Camper Asa Taccone                                                                                             | DJ Camper Taccone                   | 3:11    |  |
| 12.            | "Mean It"                                                       | Wilson Charles Hinshaw Gitelman | Gitelman                            | 3:17    |  |
| 13.            | "Paradise" (participação de Yung Bleu)                          | Wilson Jeremy Biddle Luis Campozano Brendan Walsh                                                                                         | Bordeaux Non Native                 | 2:37    |  |
| 14.            | "Process"                                                       | Wilson Priscilla Hamilton | DJ Camper Flippa                    | 3:54    |  |
| 15.            | "Hold On"                                                       | Wilson Thomas Maxx Moore Campozano Walsh                                                                                                  | Bordeaux Non Native                 | 3:22    |  |
| 16.            | "Don't"                                                         | Wilson Thomas Camper | DJ Camper                           | 4:01    |  |
| 17.            | "Exhausted"                                                     | Wilson Nelson Bridges Steven J. Collins Vurdell Muller Rodney "Darkchild" Jerkins                                                         | Darkchild                           | 3:29    |  |
| 18.            | "Hard to Love"                                                  | Wilson Nasri Atweh Gitelman | Wilson Gitelman                     | 4:02    |  |
| 19.            | "For Anyone"                                                    | Wilson Camper Hue Strother | Wilson DJ Camper Hue Strother       | 3:54    |  |
| 20.            | "I Can Have It All" (participação de DJ Khaled e Bryson Tiller) | Wilson Khaled Khaled Bryson Tiller Robert Williams Thomas Coney Andrews Nicholas Warwar Tarik Azzouz Gene Page Billy Page Dave Lewis      | DJ Khaled StreetRunner Tarik Azzouz | 4:23    |  |
| 21.            | "Slide" (participação de YG)                                    | Wilson Keenon Jackson Thomas Dias Ronald LaTour Steve Arrington Charles Carter Shawn Carter Jermaine Mauldin Waung Hankerson Roger Parker | Cardo Mario Luciano Thurdi          | 3:26    |  |
| Duração total: | Duração total:                                                  | Duração total: | Duração total:                      | 79:18   |  |

| Apple Music Edition |                                   |         |  |
| N.º                 | Título                            | Duração |  |
| 22.                 | "Behind H.E.R's 'Back of My Mind" | 8:22    |  |

Créditos de Demonstração
- "We Made It" - Contém demonstrações não creditadas de "I Love the Lord; He Heard My Cry (Parts I & II)" escrita e performada por Donny Hathaway.
- "Damage" - Contém demonstrações de "Making Love in the Rain", escrita por James Harris III e Terry Lewis e performada por Herb Alpert.
- Closer to Me" - Contém demonstrações de Closer" escrita por Goapele Mohlabane, Amp Live, Mike Tiger e peformada por Goapele.
- "Cheat Code" - Contém demonstrações de "The Sweetest Thing" escrita por Lauryn Hill e performada por  Refugee Camp All-Stars e Lauryn Hill, da trilha sonora do filme "Uma Loucura Chamada Amor".
- Slide" - Contém uma interpolação de "Money Ain't a Thang" escrita por Jermaine Dupri, Jay-Z, Steve Arrington, Charles Carter, Buddy Hank, Roger Parker e performada por Jermaine Dupri e Jay-Z.

## Desempenho nas tabelas musicais

### Posições
| Tabela musical (2021)                             | Melhor posição |
| ------------------------------------------------- | -------------- |
| Austrália (ARIA Charts)[carece de fontes?]        | 84             |
| Canadá (Canadian Albums Chart) (Billboard)        | 31             |
| Estados Unidos (Billboard 200)                    | 6              |
| Estados Unidos (Billboard Top R&B/Hip-Hop Albums) | 2              |
| Estados Unidos (Billboard Top R&B Albums)         | 1              |
| Nova Zelândia (New Zealand Albums Chart)          | 37             |
| Reino Unido (UK Albums Chart)                     | 68             |
| Reino Unido (UK R&B Albums Chart)                 | 5              |
| Suíça (Schweizer Hitparade)                       | 83             |

| País           | Provedor | Vendas  | Certificação |
| -------------- | -------- | ------- | ------------ |
| Estados Unidos | RIAA     | 500.000 | Ouro         |